# Leicester
Leicester (IPA: ['lestə]ⓘ), East Midlands 2. legnagyobb városa a Soar folyó partján fekszik, a London és Sheffield közötti M1 autópálya mentén.
A lakossága 2011-ben mintegy 330 000 fő volt. A tágabb értelemben vett Leicester városi környezetében élők száma ugyanekkor közel félmillió fő volt. Egyértelműen nem lehet ennek határait megnevezni, hivatalosan sem teszik ezt. Ezzel a majd fél millió lakosával Leicester East Midlands második legnépesebb városa és a 10. legnépesebb város az Egyesült Királyság területén.

## Történelem

### A rómaiak idején
Leicester az egyik legrégebbi város Angliában minimum 2000 éves történelmével. A római korból származó járdák (utak) és fürdők maradványai emlékeztetnek arra a korai településre, aminek Ratae Corieltauvorum volt a neve. Ez tekinthető Leicester elődjének. A római hadsereg egy előőrse élt ezen a vidéken. Ők a kelta Corieltauvi törzshöz tartoztak.

## Demográfia
| Leicester népességének változása 1901-től | Leicester népességének változása 1901-től | Leicester népességének változása 1901-től | Leicester népességének változása 1901-től | Leicester népességének változása 1901-től | Leicester népességének változása 1901-től | Leicester népességének változása 1901-től | Leicester népességének változása 1901-től | Leicester népességének változása 1901-től | Leicester népességének változása 1901-től | Leicester népességének változása 1901-től |
| Év                                        | 1901                                      | 1911                                      | 1921                                      | 1931                                      | 1939                                      | 1951                                      | 1961                                      | 1971                                      | 2001                                      | 2011                                      |
| ----------------------------------------- | ----------------------------------------- | ----------------------------------------- | ----------------------------------------- | ----------------------------------------- | ----------------------------------------- | ----------------------------------------- | ----------------------------------------- | ----------------------------------------- | ----------------------------------------- | ----------------------------------------- |
| Népesség                                  | 211,579                                   | 227,222                                   | 234,143                                   | 239,169                                   | 261,339                                   | 285,181                                   | 273,470                                   | 284,208                                   | 279,921                                   | 329,600                                   |
| Forrás: A Vision of Britain through Time  |                                           |                                           |                                           |                                           |                                           |                                           |                                           |                                           |                                           |                                           |

## Látnivalók
Fő látnivalók a városban és környékén:
- National Space Centre (múzeum)
- New Walk Museum and Art Gallery (múzeum)
- Jewry Wall Museum
- Abbey Pumping Station (múzeum)
- Tropical Birdland (Desford)
- King Richard III Visitor Centre
- Leicester Cathederal (katedrális)
- Curve Theatre (színház)
- Abbey Park
- University of Leicester Botanic Garden (Oadby)
- Newarke Houses Museum & Gardens
- Watermead Park

## Híres emberek
- Itt született Anthony John Mundella angol politikus (1825. március 28. – London, 1897. július 21.)

## Testvértelepülések
- Csungking, Kína
- Krefeld, Németország
- Masaya, Nicaragua
- Rádzskot, India
- Strasbourg, Franciaország
- Haszkovo, Bulgária
- Szialkot, Pakisztán